# (7650) Kaname
(7650) Kaname (1990 UG) – planetoida z pasa głównego asteroid okrążająca Słońce w ciągu 5,04 lat w średniej odległości 2,94 j.a. Odkryta 16 października 1990 roku.